# رشته‌کوه پریمورسکی
رشته‌کوه پریمورسکی (روسی: Приморский хребет) یک رشته کوه در استان ایرکوتسک کشور روسیه است.